# Stazione di Kami-Igusa
La stazione di Kami-Igusa (上井草駅?, Kami-Igusa-eki) è una stazione ferroviaria di Tokyo del quartiere di Suginami, servita dalla linea Shinjuku delle Ferrovie Seibu. Fermano solo treni locali.

## Linee
Ferrovie Seibu
● Linea Seibu Shinjuku

## Struttura
La stazione si trova in superficie ed è dotata di due banchine laterali con due binari passanti. Le banchine, che possono accogliere treni da 8 casse, dispongono ciascuna di un ingresso con tornelli indipendente, e quindi una volta entrati non è possibile cambiare direzione, se non uscendo nuovamente dalla stazione.
| 1 | ● Linea Seibu Shinjuku | per Tanashi, Tokorozawa, Haijima e Hon-Kawagoe |
| 2 | ● Linea Seibu Shinjuku | per Takadanobaba e Seibu-Shinjuku              |

## Stazioni adiacenti
| «                    | Servizio             | »                    |
| Linea Seibu Shinjuku | Linea Seibu Shinjuku | Linea Seibu Shinjuku |
| -------------------- | -------------------- | -------------------- |
| Iogi                 | Locale               | Kami-Shakujii        |
| Transito             | Semiespresso         | Transito             |
| Transito             | Espresso             | Transito             |
| Transito             | Espresso pendolari   | Transito             |